# Робоча мова
Робоча мова, процедурна мова, мова ділового спілкування — це мова, якій надано унікальний правовий статус у наднаціональній компанії, суспільстві, державі, організації чи в іншому органі як основний засіб спілкування. Це в першу чергу мова діловодства, листування розмови, оскільки в організації зазвичай є члени з різними мовними знаннями.
Більшість міжнародних організацій мають робочі мови для своїх організацій, тимнеменш, мова може не мати офіційного статусу.

## Робочі мови ООН
Спочатку англійська та французька були встановлені як робочі мови в ООН. Пізніше арабська, китайська, російська та іспанська були додані як робочі мови в Генеральній Асамблеї та в Економічній і Соціальній Раді. Нині робочими мовами Ради Безпеки є арабська, китайська, англійська, французька, російська та іспанська. 

## Приклади поширених міжнародних організацій

### Англійська та французька
Міжнародний кримінальний суд має дві робочі мови: англійську та французьку. Дві робочі мови Ради Європи, ОЕСР та НАТО також є англійською та французькою. 
Офіційними мовами Всесвітньої організації скаутського руху (WOSM) є англійська та французька , а додатковими робочими мовами є арабська, російська та іспанська.

### Португальська та іспанська
Організація іберо-американських держав (OEI), Генеральний секретаріат Іберо-Америки (SEGIB), Mercosur та Латиноамериканська асоціація інтеграції мають дві робочі мови: португальську та іспанську.

## Дивіться також
- Мова спадщини
- Міжнародна допоміжна мова
- Офіційна мова
- Ділове спілкування